# 1955 no cinema

## Eventos
- 30 de setembro : O jovem ator James Dean morre num desastre de automóvel, ao volante so seu Porsche, com apenas 24 anos de idade.

## Principais filmes estreados
- All That Heaven Allows, de Douglas Sirk, com Jane Wyman e Rock Hudson
- Les amants du Tage, de Henri Verneuil, com Daniel Gélin, Trevor Howard e Amália Rodrigues
- Le amiche, de Michelangelo Antonioni
- Artists and Models, de Frank Tashlin, com Dean Martin, Jerry Lewis, Shirley MacLaine e Anita Ekberg
- Bad Day at Black Rock, de John Sturges, com Spencer Tracy, Robert Ryan, Dean Jagger, Walter Brennan, Ernest Borgnine e Lee Marvin
- Il bidone, de Federico Fellini, com Giulietta Masina e Richard Basehart
- Blackboard Jungle, de Richard Brooks, com Glenn Ford e Sidney Poitier
- Blood Alley, de William A. Wellman, com John Wayne, Lauren Bacall e Anita Ekberg
- Dementia, de John Parker com Bruno VeSota, Adrienne Barrett, Ed McMahon, Shorty Rogers, Bem Roseman e Shelley Berman
- The Desperate Hours, de William Wyler, com Humphrey Bogart e Fredric March
- Les diaboliques, de Henri-Georges Clouzot, com Véra Clouzot e Simone Signoret
- Du rififi chez les hommes, de Jules Dassin, com Jean Servais
- East of Eden, de Elia Kazan, com James Dean, Julie Harris e Burl Ives
- Ensayo de un crimen, de Luis Buñuel
- Les grandes manoeuvres, de René Clair, com Michèle Morgan, Gérard Philipe e Brigitte Bardot
- Guys and Dolls, de Joseph L. Mankiewicz, com Marlon Brando, Jean Simmons e Frank Sinatra
- House of Bamboo, de Samuel Fuller, com Robert Ryan e Robert Stack
- Ikimono no kiroku, de Akira Kurosawa, com Toshirô Mifune
- Killer's Kiss, de Stanley Kubrick, com Frank Silvera
- Kiss Me Deadly, de Robert Aldrich, com Ralph Meeker e Cloris Leachman
- Lady and the Tramp, filme de animação da Walt Disney Productions
- The Ladykillers (1955), de Alexander Mackendrick, com Alec Guinness e Peter Sellers
- Land of the Pharaohs, de Howard Hawks, com Jack Hawkins e Joan Collins
- The Left Hand of God, de Edward Dmytryk, com Humphrey Bogart e Gene Tierney
- Lola Montès, de Max Ophüls, com Martine Carol e Peter Ustinov
- The Long Gray Line, de John Ford, com Tyrone Power e Maureen O'Hara
- Love Is a Many-Splendored Thing, de Henry King, com William Holden e Jennifer Jones
- The Man from Laramie, de Anthony Mann, com James Stewart
- The Man with the Golden Arm, de Otto Preminger, com Frank Sinatra, Eleanor Parker e Kim Novak
- Man Without a Star, de King Vidor, com Kirk Douglas
- Marcelino pan y vino, de Ladislao Vajda
- Marty, de Delbert Mann, com Ernest Borgnine
- Mister Roberts, de John Ford e Mervyn LeRoy, com Henry Fonda, James Cagney e Jack Lemmon
- Moonfleet, de Fritz Lang, com Stewart Granger e George Sanders
- Mr. Arkadin, de e com Orson Welles e com Michael Redgrave
- Muerte de un ciclista, de Juan Antonio Bardem, com Lucia Bosé
- The Night of the Hunter, de Charles Laughton, com Robert Mitchum, Shelley Winters e Lillian Gish
- Not as a Stranger, de Stanley Kramer, com Olivia de Havilland, Robert Mitchum, Frank Sinatra, Gloria Grahame e Lee Marvin
- Nuit et brouillard, documentário de Alain Resnais
- Oklahoma!, de Fred Zinnemann, com Gordon MacRae e Gloria Grahame
- Ordet, de Carl Theodor Dreyer
- Pather Panchali, de Satyajit Ray
- Picnic, de Joshua Logan, com William Holden, Kim Novak e Cliff Robertson
- La Pointe-Courte, de Agnès Varda, com Philippe Noiret
- Pokolenie, de Andrzej Wajda, com Roman Polanski
- Rebel Without a Cause, de Nicholas Ray, com James Dean, Natalie Wood, Sal Mineo e Dennis Hopper
- Richard III, de e com Laurence Olivier e com Cedric Hardwicke, Ralph Richardson e John Gielgud
- The Seven Year Itch, de Billy Wilder, com Marilyn Monroe, Tom Ewell e Oskar Homolka
- Shin heike monogatari, de Kenji Mizoguchi
- Sissi, de Ernst Marischka, com Romy Schneider e Karlheinz Böhm
- Sommarnattens leende, de Ingmar Bergman, com Ulla Jacobsson, Harriet Andersson e Gunnar Björnstrand
- Stella, de Michael Cacoyannis, com Melina Mercouri
- The Tall Men, de Raoul Walsh, com Clark Gable, Jane Russell e Robert Ryan
- Tarantula, de Jack Arnold, com John Agar, Mara Corday e Leo G. Carroll
- To Catch a Thief, de Alfred Hitchcock, com Cary Grant e Grace Kelly
- The Trouble with Harry, de Alfred Hitchcock, com John Forsythe e Shirley MacLaine
- Ukigumo, de Mikio Naruse
- Yôkihi, de Kenji Mizoguchi

## Nascimentos
| Data            | Nome                | Profissão                      | Nacionalidade             | Observações | Ref |
| --------------- | ------------------- | ------------------------------ | ------------------------- | ----------- | --- |
| 6 de janeiro    | Rowan Atkinson      | ator e comediante              | Reino Unido               |             |     |
| 18 de janeiro   | Kevin Costner       | ator, produtor e diretor       | Estados Unidos            |             |     |
| 22 de janeiro   | John Wesley Shipp   | ator                           | Estados Unidos            |             |     |
| 26 de janeiro   | Björn Andrésen      | ator                           | Suécia                    |             |     |
| 16 de fevereiro | Margaux Hemingway   | atriz                          | Estados Unidos            | m. 1996     |     |
| 19 de fevereiro | Jeff Daniels        | ator                           | Estados Unidos            |             |     |
| 25 de fevereiro | Leann Hunley        | atriz                          | Estados Unidos            |             |     |
| 16 de março     | Bruno Barreto       | cineasta                       | Brasil                    |             |     |
| 17 de março     | Gary Sinise         | ator e diretor                 | Estados Unidos            |             |     |
| 19 de março     | Bruce Willis        | ator                           | Estados Unidos            |             |     |
| 20 de março     | Denise Dumont       | atriz                          | Brasil                    |             |     |
| 21 de março     | Angelina Muniz      | atriz                          | Brasil                    |             |     |
| 22 de março     | Lena Olin           | atriz                          | Suécia                    |             |     |
| 28 de março     | Reba McEntire       | cantora e atriz                | Estados Unidos            |             |     |
| 23 de abril     | Judy Davis          | atriz                          | Austrália                 |             |     |
| 16 de maio      | Debra Winger        | atriz                          | Estados Unidos            |             |     |
| 8 de junho      | Griffin Dunne       | ator e diretor                 | Estados Unidos            |             |     |
| 24 de junho     | Betty Lago          | atriz                          | Brasil                    |             |     |
| 27 de junho     | Isabelle Adjani     | atriz                          | França                    |             |     |
| 22 de julho     | Willem Dafoe        | ator                           | Estados Unidos            |             |     |
| 29 de julho     | Jean-Hugues Anglade | ator                           | França                    |             |     |
| 19 de agosto    | Peter Gallagher     | ator                           | Estados Unidos            |             |     |
| 29 de setembro  | Alicia Bruzzo       | atriz                          | Argentina                 | m. 2007     |     |
| 15 de outubro   | Tanya Roberts       | atriz                          | Estados Unidos            |             |     |
| 9 de novembro   | Fernando Meirelles  | cineasta                       | Brasil                    |             |     |
| 10 de novembro  | Roland Emmerich     | diretor, roteirista e produtor | Alemanha / Estados Unidos |             |     |
| 13 de novembro  | Whoopi Goldberg     | atriz e comediante             | Estados Unidos            |             |     |
| 19 de novembro  | Gloria Guida        | atriz e modelo                 | Itália                    |             |     |
| ??              | Afonso Brazza       | actor e cineasta               | Brasil                    | m. 2003     |     |

## Mortes
| Data           | Nome           | Profissão       | Nacionalidade     | Observações | Ref |
| -------------- | -------------- | --------------- | ----------------- | ----------- | --- |
| 7 de abril     | Theda Bara     | atriz           | Estados Unidos    | n. 1885     |     |
| 5 de agosto    | Carmen Miranda | atriz e cantora | Portugal / Brasil | n. 1909     |     |
| 30 de setembro | James Dean     | ator            | Estados Unidos    | n. 1931     |     |